# Annibale Gatti

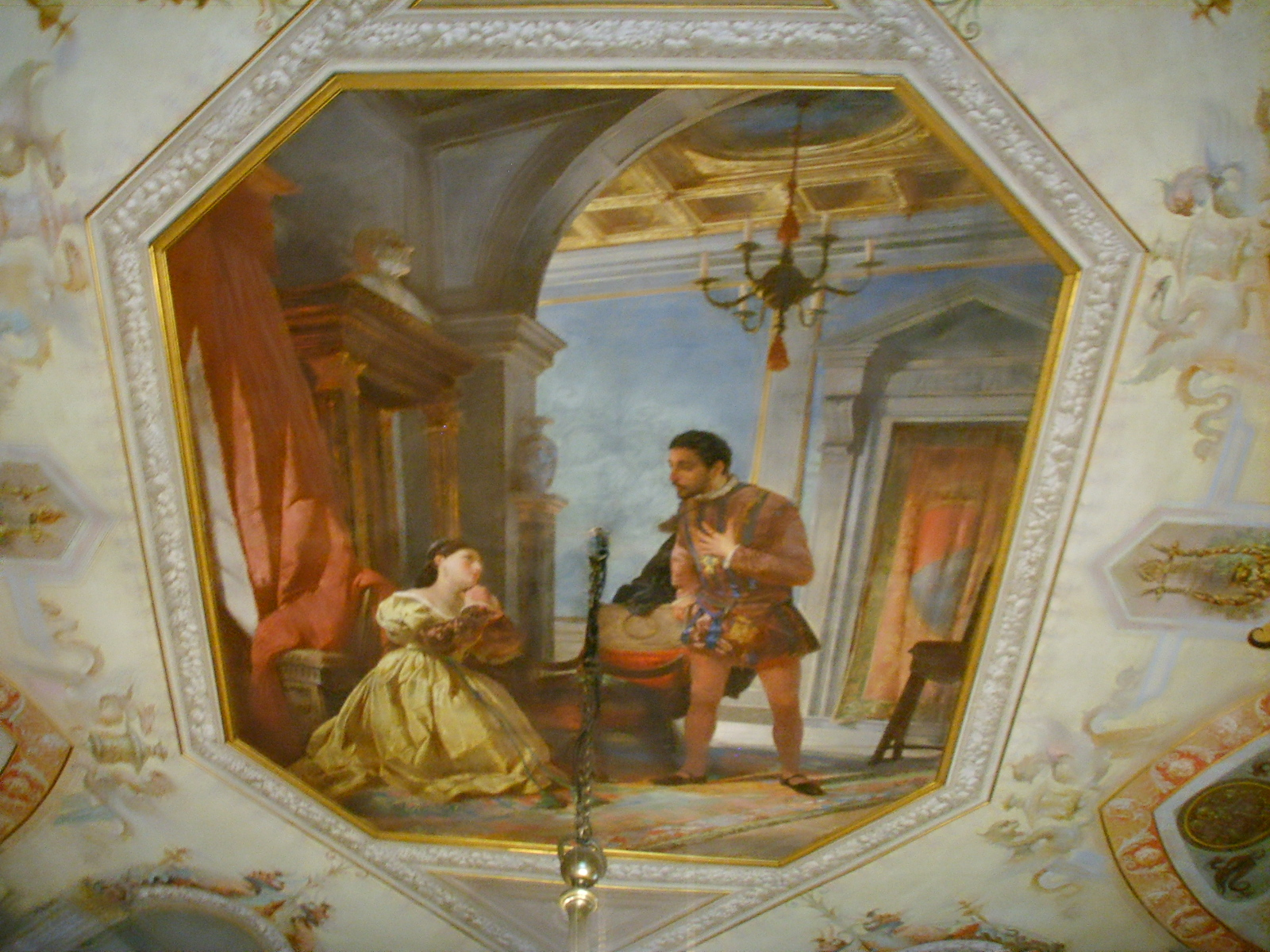
Palazzo Sacrati, Francesco I e Bianca Cappello de Annibale Gatti

Annibale Gatti (Forli, 1828 — Florença, 1909) foi um pintor italiano.
Ele completou seus estudos na Academia de Belas Artes, em Florença, onde foi aluno de Joseph Thomas Gazzarrini e Bezzuoli.
Annibale Gatti é citado no livro Anjos e Demônio (Angels and Demons) de Dan Brown por sua pintura "Galileu e Milton" (Século XIX. Óleo sobre tela. 580 x 700 mm) [ligação inativa]